# Carlos Chávez Ospina
Carlos Chávez (Cali, Valle del Cauca, Colombia; 7 de agosto de 1984) es un exfutbolista colombiano. Jugaba como guardameta. Carlos se hizo conocido en todo el continente por anotar el penal con el cual el Patriotas Boyacá ascendió a Primera división  condenando al descenso al América de Cali.

## Trayectoria
Debutó con 21 años en el América y, tras una temporada cedido al Cortuluá , regresó a los "Diablos Rojos". Sin embargo, no tuvo oportunidad de jugar, por lo que decidió hacer las maletas nuevamente. Esta vez, llegó al Unión Magdalena, donde corrió con la misma suerte y tampoco jugó.
Durante la temporada 2008-09, se destacó por su gran nivel en el Ascenso Colombiano, jugando con el Patriotas Boyacá. Con el equipo "prócer", disputó 40 partidos en su primera etapa (28 en el Torneo de Ascenso y 12 en la Copa Colombia), lo que le permitió dar el salto al fútbol internacional.
En 2010, fichó por el Intigas de Perú, donde fue dirigido por su compatriota, " Peinadito" Ospina.
En 2011, regresó al fútbol colombiano y se convirtió en figura del Patriotas Boyacá.  Chávez anotó el último penal en la tanda de penaltis, que envió a América a la segunda división por primera vez en la historia del club. Fue golpeado con amenazas de muerte después del partido, y declaró que había recibido sobornos para jugar mal para que el onceno escarlata ganara el partido.

"Yo era una persona de barrio, compartía con varios barristas, muchos estuvieron en mi casa, en la final del 2008 yo los recibí en mi casa, les di comida y hospedaje, hice mucha conexión con ellos, pero eso me costó, a la gente se le olvidó y empecé a recibir amenazas, mensajes en redes sociales, ellos tenían mi número.
Declaración de Chávez tras el partido en que Patriotas envío a la B al América.

El portero dejó el club lancero en 2012, uniéndose al Atlético Bucaramanga y jugando con ellos durante la temporada 2013, donde anotó 3 goles. En 2014 y 2015 jugó en Uniautónoma. El arquero finalmente anunció su retiro al final de la temporada 2016, después de haber pasado el año con Atlético Cali.

## Selección Colombia
Integro la Selección Colombia en el Campeonato Sudamericano Sub-17 de 2001, disputando la posición con Alejandro Otero y siendo compañero de Radamel Falcao.

## Clubes
| Club                                  | Div.          | Temporada     | Liga  | Liga  | Copas | Copas | Internacional | Internacional | Total | Total |
| Club                                  | Div.          | Temporada     | Part. | Goles | Part. | Goles | Part.         | Goles         | Part. | Goles |
| ------------------------------------- | ------------- | ------------- | ----- | ----- | ----- | ----- | ------------- | ------------- | ----- | ----- |
| América de Cali · Colombia            | 1.ª           | 2005          | 1     | 0     | -     | -     | -             | -             | 1     | 0     |
| América de Cali · Colombia            | 1.ª           | 2006          | 1     | 0     | -     | -     | -             | -             | 1     | 0     |
| Cortuluá · (cedido) · Colombia        | 2.ª           | 2006          | 4     | 0     | -     | -     | -             | -             | 4     | 0     |
| Cortuluá · (cedido) · Colombia        | Total club    | Total club    | 4     | 0     | 0     | 0     | 0             | 0             | 4     | 0     |
| Unión Magdalena · (cedido) · Colombia | 2.ª           | 2007          | 2     | 0     | -     | -     | -             | -             | 2     | 0     |
| Unión Magdalena · (cedido) · Colombia | Total club    | Total club    | 2     | 0     | 0     | 0     | 0             | 0             | 2     | 0     |
| América de Cali · Colombia            | 1.ª           | 2008          | 0     | 0     | -     | -     | -             | -             | 0     | 0     |
| América de Cali · Colombia            | Total club    | Total club    | 2     | 0     | 0     | 0     | 0             | 0             | 2     | 0     |
| Patriotas Boyacá · Colombia           | 2.ª           | 2008-09       | 28    | 0     | ?     | ?     | -             | -             | 28    | 0     |
| Intigas · (cedido) · Perú             | 1.ª           | 2010          | 5     | 0     | -     | -     | -             | -             | 5     | 0     |
| Intigas · (cedido) · Perú             | Total club    | Total club    | 5     | 0     | 0     | 0     | 0             | 0             | 5     | 0     |
| Patriotas Boyacá · Colombia           | 2.ª           | 2011          | 35    | 1     | 14    | 0     | -             | -             | 49    | 1     |
| Patriotas Boyacá · Colombia           | 2.ª           | 2012          | 20    | 1     | 3     | 0     | -             | -             | 23    | 1     |
| Patriotas Boyacá · Colombia           | Total club    | Total club    | 83    | 2     | 17    | 0     | 0             | 0             | 100   | 2     |
| Atlético Bucaramanga · Colombia       | 2.ª           | 2013          | 40    | 3     | 3     | 0     | -             | -             | 43    | 3     |
| Atlético Bucaramanga · Colombia       | Total club    | Total club    | 40    | 3     | 3     | 0     | 0             | 0             | 43    | 3     |
| Uniautónoma · Colombia                | 1.ª           | 2014          | 7     | 0     | 7     | 0     | -             | -             | 14    | 0     |
| Uniautónoma · Colombia                | 1.ª           | 2015          | 1     | 0     | 4     | 0     | -             | -             | 5     | 0     |
| Uniautónoma · Colombia                | Total club    | Total club    | 8     | 0     | 11    | 0     | 0             | 0             | 19    | 0     |
| Atlético de Cali · Colombia           | 2.ª           | 2016          | 11    | 0     | 4     | 0     | -             | -             | 15    | 0     |
| Atlético de Cali · Colombia           | Total club    | Total club    | 11    | 0     | 4     | 0     | 0             | 0             | 15    | 0     |
| Total carrera                         | Total carrera | Total carrera | 155   | 5     | 35    | 0     | 0             | 0             | 190   | 5     |

### Goles anotados
| #  | Fecha                    | Estadio               | Partido                                 | Arquero Rival     | Tipo de Jugada | Competición |
| -- | ------------------------ | --------------------- | --------------------------------------- | ----------------- | -------------- | ----------- |
| 1. | 28 de septiembre de 2011 | La Independencia      | Patriotas Boyacá 1-1 Academia Compensar | Alejandro Niño    | Penal          | Primera B   |
| 2. | 29 de abril de 2012      | Estadio Jaime Morón   | Real Cartagena 2-2 Patriotas Boyacá     | Cristian Pinzón   | Penal          | Primera A   |
| 3. | 12 de mayo de 2013       | Estadio Alfonso López | Atlético Bucaramanga 3-1 Uniautónoma    | Ernesto Hernández | Penal          | Primera B   |
| 4. | 25 de septiembre de 2013 | Municipal Los Zipas   | Fortaleza CEIF 1-1 Atlético Bucaramanga | César Giraldo     | Penal          | Primera B   |
| 5. | 12 de octubre de 2013    | Estadio Alfonso López | Atlético Bucaramanga 3-0 Real Santander | Elkin Granados    | Penal          | Primera B   |

## Palmarés

### Campeonatos nacionales
| Título    | Club             | País     | Año  |
| --------- | ---------------- | -------- | ---- |
| Primera B | Patriotas Boyacá | Colombia | 2011 |